# Велики Суводол
Велики Суводол је насеље Града Пирота у Пиротском округу. Према попису из 2022. има 305 становника (према попису из 2002. било је 532 становника).

## Порекло назива и прошлост села
Велики Суводол добио је име по одређеним географским одликама, као насеље у сувој долини. Први пут се помиње у турским изворима. Велики Суводол уписан као "Суходол-и бјузур" помиње се у списку џелепџешких дажбина 1576-1577.-е године, без других ближих података. Џелепџије су били трговци стоком. У списку отоманских војника 1606.-е године, спомиње се "Сухидол-и бјузјук", где се говори о испуњеним војничким обавезама шесторице мештана.
Велики Суводол је 1879. године имао 53 куће са 440 становника. У месту је тада само један писмен човека а број пореских глава износио је 95.
Велики Суводол по свему доминира над насељем Малим Суводолом које се налази недалеко од овог насеља.

## Демографија
У насељу Велики Суводол живи 450 пунолетних становника, а просечна старост становништва износи 46,9 година (45,6 код мушкараца и 48,1 код жена). У насељу има 208 домаћинстава, а просечан број чланова по домаћинству је 2,51.
Ово насеље је великим делом насељено Србима (према попису из 2002. године), а у последња три пописа, примећен је пад у броју становника.
|  |

| Демографија | Демографија | Демографија |
| Година      | Становника  | Становника  |
| ----------- | ----------- | ----------- |
| 1948.       | 1.246       |             |
| 1953.       | 1.156       |             |
| 1961.       | 1.009       |             |
| 1971.       | 808         |             |
| 1981.       | 752         |             |
| 1991.       | 614         | 610         |
| 2002.       | 523         | 525         |

| Етнички састав према попису из 2002.‍ | Етнички састав према попису из 2002.‍ | Етнички састав према попису из 2002.‍ | Етнички састав према попису из 2002.‍ | Етнички састав према попису из 2002.‍ |
| ------------------------------------ | ------------------------------------ | ------------------------------------ | ------------------------------------ | ------------------------------------ |
|                                      |                                      |                                      |                                      |                                      |
| Срби                                 | Срби                                 |                                      | 522                                  | 99,80%                               |
| Бугари                               | Бугари                               |                                      | 1                                    | 0,19%                                |
| непознато                            | непознато                            |                                      | 0                                    | 0,0%                                 |

| Година пописа     | 1948. | 1953. | 1961. | 1971. | 1981. | 1991. | 2002. |
| ----------------- | ----- | ----- | ----- | ----- | ----- | ----- | ----- |
| Број домаћинстава | 203   | 210   | 220   | 208   | 222   | 183   | 208   |

| Број чланова      | 1  | 2  | 3  | 4  | 5 | 6 | 7 | 8 | 9 | 10 и више | Просек |
| ----------------- | -- | -- | -- | -- | - | - | - | - | - | --------- | ------ |
| Број домаћинстава | 49 | 74 | 38 | 32 | 7 | 7 | 1 | 0 | 0 | 0         | 2,51   |

| Пол    | Укупно | Неожењен/Неудата | Ожењен/Удата | Удовац/Удовица | Разведен/Разведена | Непознато |
| ------ | ------ | ---------------- | ------------ | -------------- | ------------------ | --------- |
| Мушки  | 234    | 48               | 158          | 21             | 6                  | 1         |
| Женски | 226    | 19               | 156          | 47             | 4                  | 0         |
| УКУПНО | 460    | 67               | 314          | 68             | 10                 | 1         |

| Пол    | Укупно                    | Пољопривреда, лов и шумарство | Рибарство                            | Вађење руде и камена | Прерађивачка индустрија       |
| ------ | ------------------------- | ----------------------------- | ------------------------------------ | -------------------- | ----------------------------- |
| Мушки  | 101                       | 17                            | 0                                    | 0                    | 28                            |
| Женски | 59                        | 13                            | 0                                    | 0                    | 31                            |
| УКУПНО | 160                       | 30                            | 0                                    | 0                    | 59                            |
| Пол    | Производња и снабдевање   | Грађевинарство                | Трговина                             | Хотели и ресторани   | Саобраћај, складиштење и везе |
| Мушки  | 3                         | 24                            | 7                                    | 1                    | 6                             |
| Женски | 1                         | 0                             | 4                                    | 1                    | 0                             |
| УКУПНО | 4                         | 24                            | 11                                   | 2                    | 6                             |
| Пол    | Финансијско посредовање   | Некретнине                    | Државна управа и одбрана             | Образовање           | Здравствени и социјални рад   |
| Мушки  | 0                         | 0                             | 3                                    | 1                    | 1                             |
| Женски | 0                         | 0                             | 4                                    | 2                    | 2                             |
| УКУПНО | 0                         | 0                             | 7                                    | 3                    | 3                             |
| Пол    | Остале услужне активности | Приватна домаћинства          | Екстериторијалне организације и тела | Непознато            | Непознато                     |
| Мушки  | 0                         | 0                             | 0                                    | 10                   | 10                            |
| Женски | 0                         | 0                             | 0                                    | 1                    | 1                             |
| УКУПНО | 0                         | 0                             | 0                                    | 11                   | 11                            |